# Chondrodesmus orientalis
Chondrodesmus orientalis är en mångfotingart som beskrevs av Kraus 1954. Chondrodesmus orientalis ingår i släktet Chondrodesmus och familjen Chelodesmidae. Inga underarter finns listade i Catalogue of Life.